# Lucky Strike

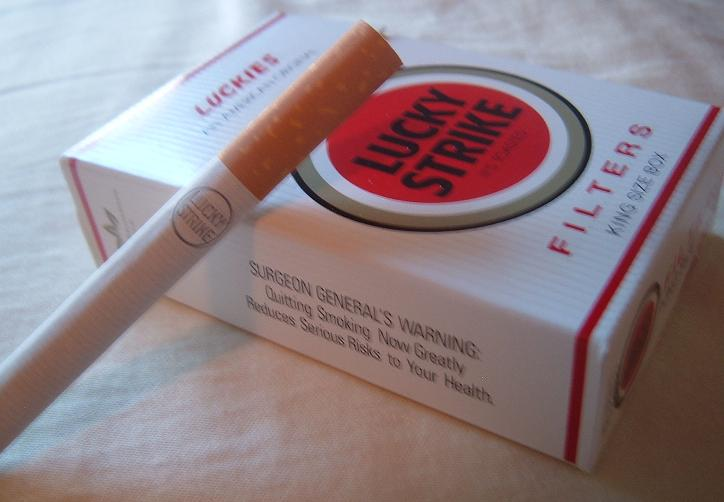

Lucky Strike (с англ. — «Удачный выстрел») — мaрка американских сигарет. Под данной маркой сначала выпускался жевательный табак. Одна из самых старых сигаретных марок, ведёт историю с 1869 года. В 1905 году была приобретена компанией American Tobacco Company (ATC), ставшей впоследствии British American Tobacco.

## История

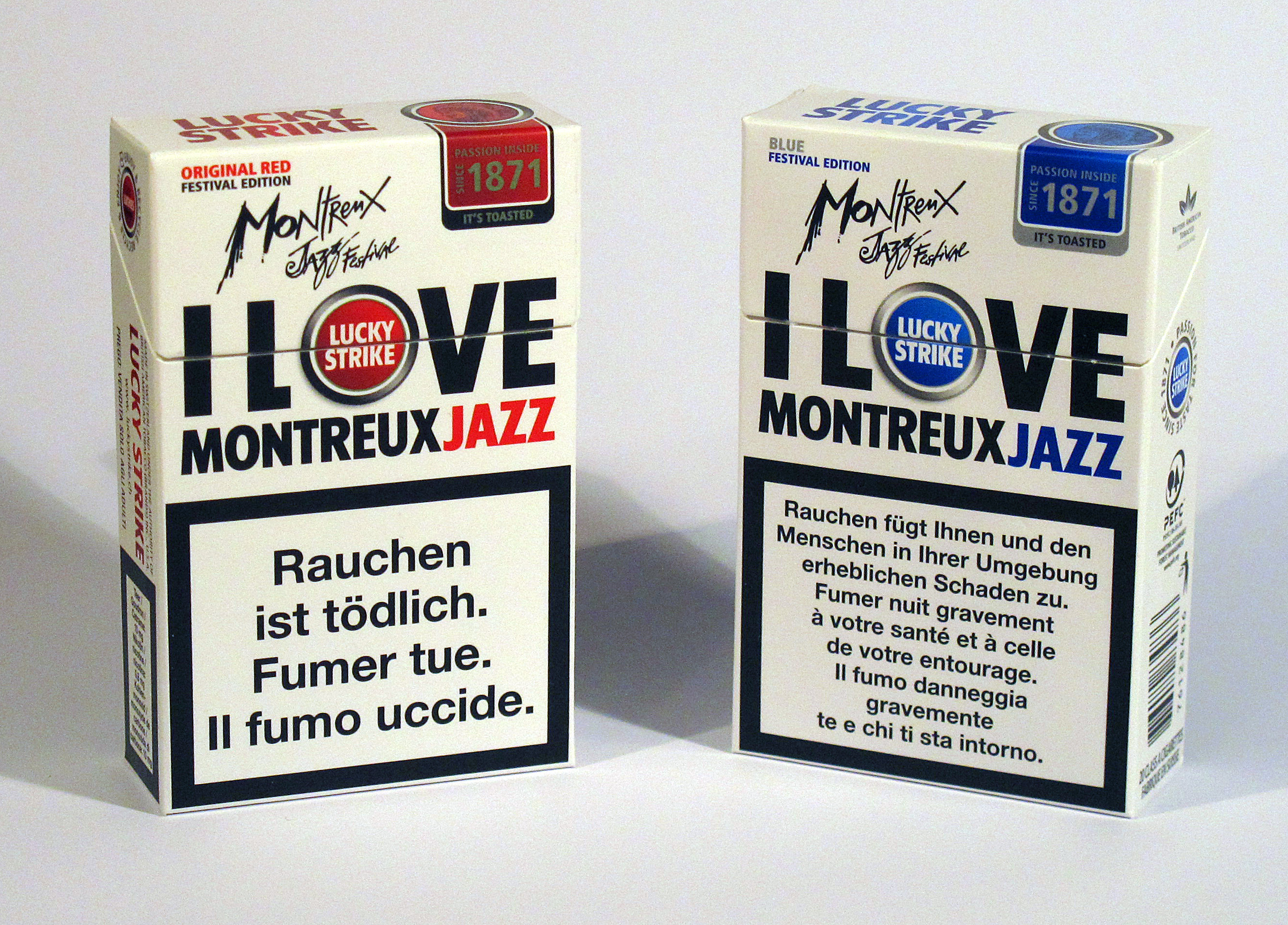
Спонсор, Джазовый фестиваль в Монтрё 2012

По собственным данным, в 2007 году под маркой выпущено 23 миллиарда сигарет для продажи в более чем 80 странах мира.
Бренд был представлен Р. А. Паттерсоном в 1871 году в виде жевательного табака и уже потом сигарет. В 1905 компания была приобретена American Tobacco Company.
Легенда гласит, что Р. А. Паттерсон купил табачную фабрику, изрядно пострадавшую в результате пожара, который в свою очередь стал результатом забастовки/стачки (Strike). Прижимистый новый хозяин не выкинул подгоревший табак, а подмешал его к обычному, неожиданно получив новый вкус. Название для смеси было придумано двусмысленное, lucky strike, обычно переводимое как «неожиданная удача», может означать и «удачная забастовка».
В 1917 году стал использоваться слоган «It’s Toasted», который информировал клиентов о новой методике просушки табака — «обжариванию», а не сушке на солнце. В том же году появляется надпись «L.S.M.F.T.» («Lucky Strike means fine tobacco») на упаковке.
В 1935 году ATC начала спонсировать «Your Hit Parade», популярность марки резко возросла и не снижалась около 25 лет. Была запущена серия рекламы с привлечением известных голливудских актёров, например, в ней снимался Дуглас Фэйрбенкс.
Фирменная тёмно-зелёная пачка сменила цвет на белый в 1942 году под слоганом «Lucky Strike Green has gone to war».  Вторая мировая война стала отличным прикрытием, чтобы сделать упаковку более привлекательной и в то же время более патриотичной. Существует легенда, что летчики, сбросившие атомные бомбы на Хиросиму и Нагасаки, сказали после попадания: «Lucky strike. It’s toasted!» и если вы внимательно посмотрите на пачку, то станет очевидно, что это флаг Японии.
В 1978 и 1994 году права на экспорт были приобретены компанией Brown & Williamson. В шестидесятые были запущены сигареты с фильтром в добавление к ментоловым Lucky Strike Green (Слово «green» обозначало наличие в сигаретах ментола, а никак не цвет пачки). В конце 2006 года в Северной Америке производство Luckies было свёрнуто, но British American Tobacco продолжает продвижение и поддержку бренда.
R. J. Reynolds продолжает выпуск сигарет без фильтра. В 2007 году появляется новая «двойная» упаковка, где 7 сигарет было отделено от остальных. В этом же году в рекламе снялся Хе Пингпинг (He Pingping), самый маленький человек на планете.

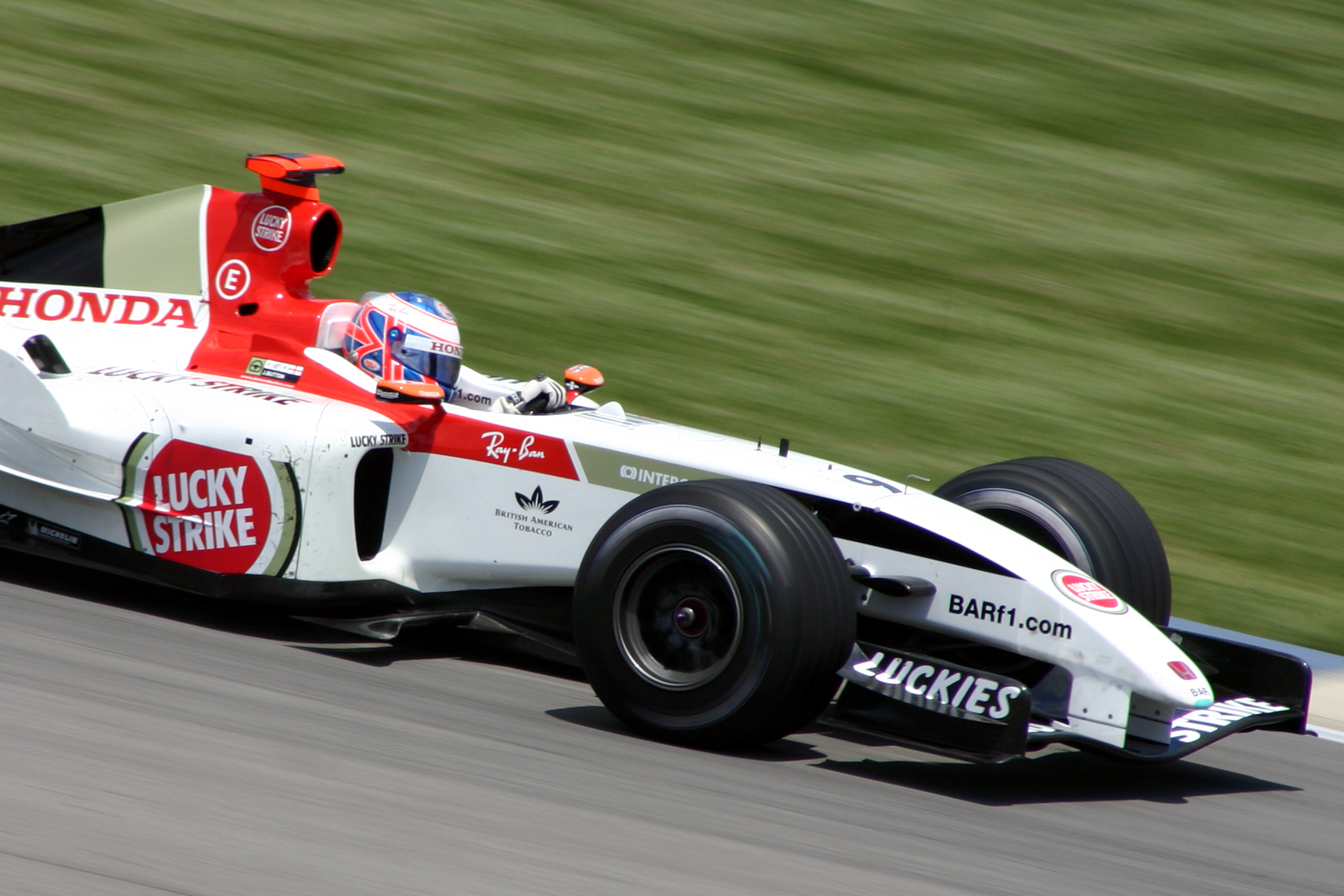
Логотип Lucky Strike на болиде BAR Honda

В 1997 году British American Tobacco выкупила команду Формулы-1 Tyrell, позднее команда была куплена компанией Honda и до конца сезона 2006 года логотипы Lucky Strike присутствовали на автомобилях.
В 2009 году британская упаковка меняет классический красный круг «лёгких» Lucky Strike на синий, чтобы покупателям было проще отличить крепкий сорт от лёгкого. В 2010 году такой же дизайн появляется на российских пачках.
Летом 2012 года с прилавков пропадает привычный красный Lucky Strike. British American Tobacco Russia проводит маркетинговые исследования. В сентябре 2013 года возобновилось производство сигарет в России в обновлённом дизайне.

## Сорта сигарет[6]Lucky Strike

### Продукция в Европе
| Название сорта                  | Содержание смолы, мг/сигарета | Содержание никотина, мг/сигарета |
| Lucky Strike Original Red       | 10                            | 0,9                              |
| Lucky Strike Original Blue      | 7                             | 0,6                              |
| Lucky Strike Original Silver    | 7                             | 0,6                              |
| Lucky Strike Click & Roll       | 7                             | 0,6                              |
| Lucky Strike Premium Blue       | 6                             | 0,5                              |
| Lucky Strike Premium Silver     | 4                             | 0,3                              |
| Lucky Strike Additive Free Red  | 10                            | 0,9                              |
| Lucky Strike Additive Free Blue | 7                             | 0,6                              |

В США в продаже существуют лишь два вида Lucky Strike — Lucky Strike Original Non-filter (красные мягкие пачки без фильтра) и Lucky Strike Blue (голубые пачки с фильтром).